# Alyxia kaalaensis
Alyxia kaalaensis är en oleanderväxtart som beskrevs av P. Boiteau. Alyxia kaalaensis ingår i släktet Alyxia och familjen oleanderväxter. Inga underarter finns listade i Catalogue of Life.